# Martin Gärtner
Martin Gärtner født 1978 er en tidligere dansk atlet. Han var medlem af Hellas Roskilde fra 1999 i Sparta Atletik.

## Danske mesterskaber
- Sølv 1998 Højdespring 1,95
- Guld 1998 Højdespring-inde 2,08
- Sølv 1997 Højdespring 2,03
- Bronze 1997 Højdespring-inde 2,00
- Bronze 1996 Højdespring 2,00

## Personlig rekord
- Højdespring: 2,15 1999